# Nagyigmánd, Komárom-Esztergom
Nagyigmánd  este un sat în districtul Komárom, județul Komárom-Esztergom, Ungaria, având o populație de 3.043 de locuitori (2011). 

## Demografie
Componența etnică a satului Nagyigmánd
     Maghiari (98,8%)
     Necunoscut (0,3%)
     Alții (0,9%)
Componența confesională a satului Nagyigmánd
     Romano-catolici (37,79%)
     Reformați (26,62%)
     Fără religie (9,83%)
     Necunoscută (24,58%)
     Alte religii (1,58%)
Conform recensământului din 2011, satul Nagyigmánd avea 3.043 de locuitori. Din punct de vedere etnic, majoritatea locuitorilor (98,8%) erau maghiari. Apartenența etnică nu este cunoscută în cazul a 0,3% din locuitori. Nu există o religie majoritară, locuitorii fiind romano-catolici (37,79%), reformați (26,62%) și persoane fără religie (9,83%). Pentru 24,58% din locuitori nu este cunoscută apartenența confesională.